# Katta Ashula
Katta Ashula (het grote lied) is een traditioneel lied uit de Vallei van Fergana in Oezbekistan. Katta Ashula is deel van de identiteit van verschillende bewoners in de vallei, waar ook Tadzjieken, Uyghurs en Turken wonen. Katta Ashula komt ook voor in Kirgizië, Tadzjikistan en Kazachstan.
Katta Ashula bestaat uit zang en instrumentale muziek, oosterse poëzie en heilige rituelen. Het bestaat uit veel onderwerpen, zoals filosofie, theologie, concepten van het universum en de natuur. Er is ruimte voor improvisatie.
Katta Ashula wordt van generatie op generatie mondeling overgedragen van meester op leerling. Er zijn minimaal twee en maximaal vijf zangers. De traditie wordt levend gehouden op festivals en tijdens wedstrijden.
Sinds 2009 staat Katta Ashula vermeld op de Lijst van Meesterwerken van het Orale en Immateriële Erfgoed van de Mensheid van UNESCO.